# Saint-Étienne-les-Orgues
Saint-Étienne-les-Orgues är en kommun i departementet Alpes-de-Haute-Provence i regionen Provence-Alpes-Côte d'Azur i sydöstra Frankrike. Kommunen ligger  i kantonen Saint-Étienne-les-Orgues som ligger i arrondissementet Forcalquier. År 2022 hade Saint-Étienne-les-Orgues 1 297 invånare.

## Befolkningsutveckling
Antalet invånare i kommunen Saint-Étienne-les-Orgues
Referens: INSEE